# Bratři Lumièrové – Dobrodružství pokračuje
Bratři Lumièrové – Dobrodružství pokračuje (v originále Lumière, l’aventure continue) je francouzský střihový dokumentární film režiséra Thierryho Frémauxe, který byl uveden do kin v roce 2025. Film je montáží raných snímků natočených Augustem a Louisem Lumièrovými a navazuje na předchozí film stejného autora nazvaný Bratři Lumièrové – dobrodružství začíná.

## Popis
Restaurované rané filmy bratří Lumiérů, seskupené podle roku nebo tématu a doplněné komentářem uměleckého ředitele festivalu v Cannes Thierryho Frémauxe, poskytují svědectví o počátcích kinematografie od roku 1895 do počátku 20. století. Komentář, zhudebněný Gabrielem Fauréem, současným hudebním skladatelem, zdůrazňuje inovace přítomné v těchto filmech, kvalitu rámování a estetickou hodnotu filmů, aniž by zakrýval technické vady některých z nich. Film končí replikou prvního filmu bratrů Lumièrových, Dělníci odcházející z Lumièreovy továrny, který režíroval Francis Ford Coppola, a statickým obrazem filmaře Bertranda Taverniera, kterému je film věnován.

## Základní informace
- Původní název: Lumière, l'aventure continue
- Režie, autor: Thierry Frémaux
- Komentář: Thierry Frémaux
- Produkce: Maelle Arnaud, Nathanaël Karmitz
- Střih: Jonathan Cayssials, Thierry Frémaux a Simon Gemelli
- Hudba: Gabriel Fauré
- Délka: 104 minut

- Vystupují: Thierry Frémaux (vypravěč), Auguste a Louis Lumièrovi (archivní záběry)

Hlavní aktéři
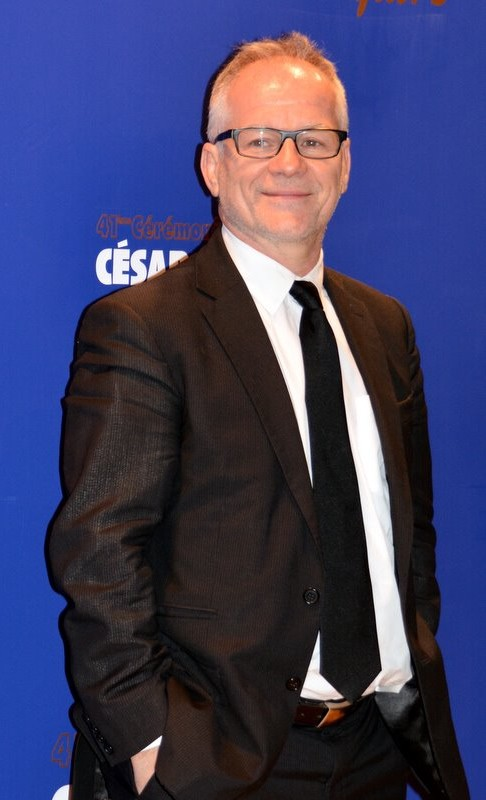
Thierry Frémaux
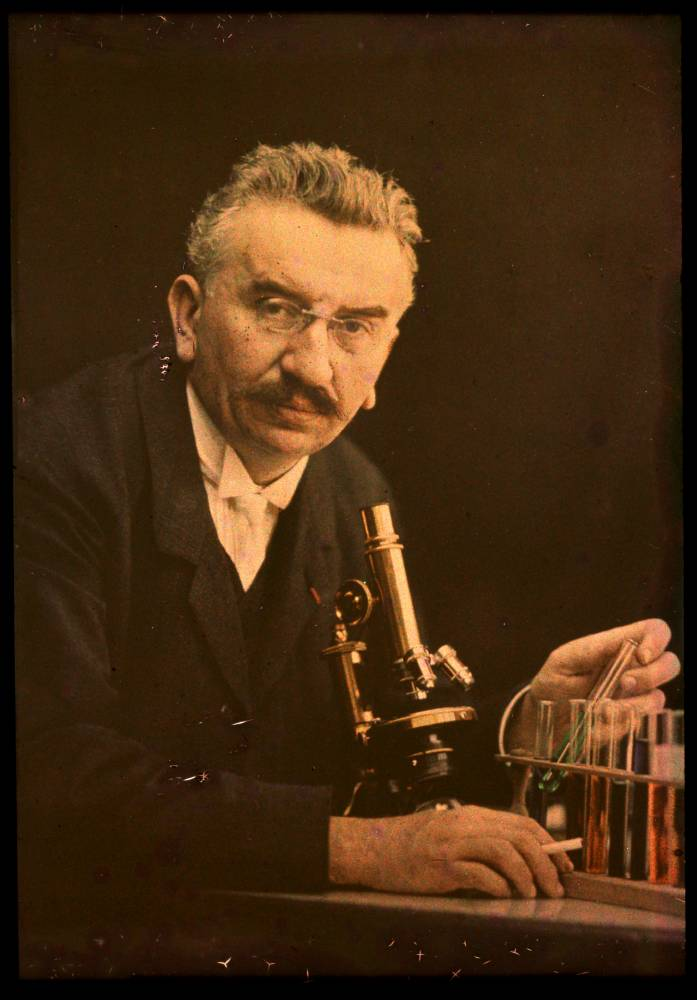
Louis Lumière
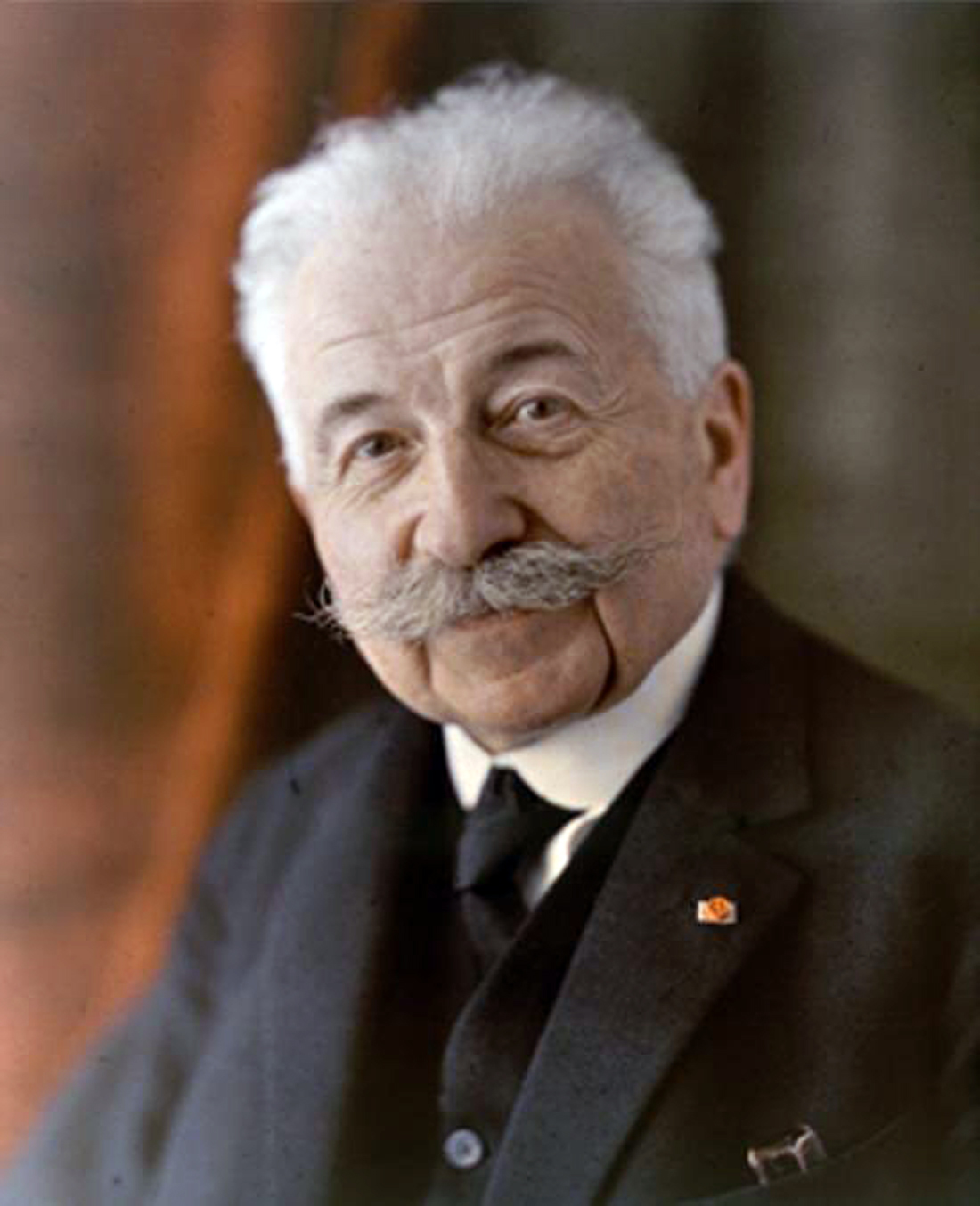
Auguste Lumière

## Výroba
Film navazuje na předchozí snímek Dobrodružství začíná, první střih filmů bratří Lumièrových v režii Thierryho Frémauxe.

## Východ a recepce
Film se setkal s dobrým ohlasem kritiků, s průměrným hodnocením 4,1 na webových stránkách Allociné.